# Camaròptera de pit canyella
La camaròptera barrada (Calamonastes fasciolatus) és una espècie d'ocell passeriforme que pertany a la família Cisticolidae pròpia d'Àfrica austral.

## Distribució i hàbitat
Se'l troba a Namíbia, Botswana, l'oest d'Angola, el nord de Sud-àfrica i el sud-oest de Zimbàbue.
L'hàbitat natural és la sabana seca.